# Wapen van Horebeke

Het wapen van Horebeke (sinds 1986).

Het Wapen van Horebeke is het heraldisch wapen van de Oost-Vlaamse gemeente Horebeke. Het wapen werd, per ministerieel besluit, op 8 juli 1986 toegekend aan de nieuwe fusiegemeente Horebeke.

## Geschiedenis
Toen in 1977 de gemeenten Sint-Kornelis-Horebeke en Sint-Maria-Horebeke fusioneerden tot de nieuwe gemeente Horebeke, werd ervoor kozen om het wapen van Sint-Maria-Horebeke zonder schildhouder over te nemen. Dit schild was gebaseerd op dat van de baronie van Schorisse, waartoe beide gemeenten in het verleden toe behoorden. Dit was het oude wapen van de heren van Gavere.

## Blazoen
Het huidige wapen heeft de volgende blazoenering:
In goud een geleliede en tegengeleliede dubbele binnenzoom van sinopel met een keper van keel over alles heen.— Ministerieel Besluit van 8 juli 1986.

## Verwante wapens

Wapen van Maarkedal.
Wapen van de Herr van Schorisse uit het Wapenboek Beyeren.